# 性売買特別法
性売買特別法（せいばいばいとくべつほう、ソンメメトクビョルボプ）とは、大韓民国の買春や売春といった「性売買」（성매매の漢字表記。日本語における「売買春」）を取り締まる法律である。
盧武鉉政権は2004年5月、大韓民国の性売買を根絶するために既存の淪落行為等防止法（ko:윤락행위 등 방지법）を改正し、「性売買斡旋等行為の処罰に関する法律」と「性売買防止及び被害者保護等に関する法律」（一名「性売買特別法」）を制定し、「性売買を行った者は1年以下の懲役または300万ウォン（約30万円）以下の罰金、拘留、または科料に処する」という規定された。以前から売買春は違法であったが、性売買（売買春）は違法という認識が強化され、黙認されてきた売春婦、斡旋者と買受者（買春者）が皆厳格に処罰されるようになった。以降から韓国国内における売買春の取締が厳しくなったため、摘発や厳格化に反対する娼婦たちが性売買合法化を要求するデモを行ったりした。
性売買特別法が施行された以後、ミアリテキサス、清凉里 588（2016年5月1日に撤去）のようなソウル五大置屋街など、韓国内の売買春の密集地域に対する取り締まりが強化された。その結果、売買春の集結地は減ったが、他の業種で偽装、国外遠征売春、インターネットを利用した変種の売買春が流行するようになった。性売買特別法は韓国人女性による国外遠征売春を増加させた、大韓民国が売春輸出大国と批判される原因となった。